# فيلتهام وهيستون (دائرة انتخابية في المملكة المتحدة)
فيلتهام وهيستون (بالإنجليزية: Feltham and Heston)‏ هي إحدى الدوائر الانتخابية في المملكة المتحدة الممثلة في مجلس العموم في برلمان المملكة المتحدة.
عضو البرلمان الذي يمثلها حالياً هو :Alan Keen (Lab/Co-op).